# たかまつやよい
たかまつやよいは日本の漫画家。以前は「たかまつ」（男性）と、「やよい」（女性）の2名の共著ペンネームで活動をしていたが、2000年代前半にコンビが解消され、「やよい」単独でこのペンネームのまま、あるいは、ねこやよい名義を使いながら活動している。「やよい」はデビューから数年して八丈島に移住し、『流されて八丈島』を中心に執筆活動を行った（作品は完結済み）。その他にもブログで2014年頃まで自身の生活を紹介。後にブログは閉鎖され、noteとTwitterで活動状況を公開している。『流されて八丈島』完結後に八丈島において創作活動に支障が出るような「理不尽なこと」が発生したため、種子島への移住を余儀なくされた。長らく独身であったが、種子島への移住と並行して整備士の「かのけん」氏と入籍した。
『流されて八丈島』がメインの連載作品であったが、2020年7月30日に連載終了となり、「やよい」は執筆活動に区切りを付けた。
「たかまつ」も「やよい」も一部のサイトや番組以外では顔出し無しで活動を行っており、「たかまつ」の筆者紹介では標準的な人のイラスト、「やよい」の筆者紹介では猫耳の付いたイラストで自身を表している。

## メンバー
たかまつ（1月9日 - ）
- 男性。福岡県生まれの長崎県育ち。東京都の本土に在住。漫画アシスタントやアダルトゲームの作画マンを経て、漫画家デビュー。
- やよいが主人公の「流されて八丈島」にも相方として時折登場していたが、家族の事情で漫画業界を引退した。
- 酒とギャンブルが好きで、八丈島に来たときにも必ず地酒を飲み、パチンコ店にも寄っていた。

やよい（1978年4月14日 - ）
- 女性。静岡県出身。既婚。鹿児島県の種子島に在住。早稲田大学第一文学部卒業で、 早大児童文学研究会に参加。2007年に本土から八丈島に移住。それまではOLとの兼業漫画家だった。
- ADHD、腱鞘炎であることを公表している。もともと漫画やアニメなどのオタクであり、東京の同人誌即売会にはほとんど毎年同人サークルの一員として参加している。
- 2007年から15年間、八丈島のオンライン環境でSOHO（テレワーク）を実践した。2000年代はPCではなくFAXで東京都の本土に住む「たかまつ」と原稿をやり取りしていた。八丈島にPCパーツ屋がなく、台風の時期は停電がよく起こるため、予備PCやデータのバックアップを用意していた。
- 軽トラックのスバル・サンバーが愛車である。また、中古の路線バスが横付けされた物件を事務所としており、物珍しさからテレビ番組でも取り上げられた[2][3]。
- 雑誌連載だけでなく、島内の学校における教育行事や、個人的なお祝いのイラスト作成依頼も受けていた。「流されて八丈島」では八丈島に永住すると宣言していたが、第三者の介入による「理不尽なこと」が起きて八丈島での創作活動が不可能になったため、安全確保のため2022年に伊豆諸島から遠い鹿児島県種子島への移住を余儀なくされた[1]。同時に普段から愛車の整備を依頼していた「かのけん」氏と入籍した[1]。種子島では「かのけん」が偶然発見した廃工場を自宅兼オフィスとしている。

コンビの結成と解散
- 『はるうらら』単行本第1巻によれば、「たかまつ」と「やよい」はそれぞれ、ネーム・下書きを「やよい」が担当、ストーリー原案・ネームチェック・ペン入れや仕上げを「たかまつ」が担当していた。「たかまつ」は家族の事情により引退したためコンビは解消され、その後は「やよい」一人で全工程をこなし、同ペンネームで活動を続けている。「たかまつ」と「やよい」は顔出しを行わない方針であるが、「やよい」は各種メディアにて顔写真が公表されている。

## 略歴
- 2001年に「やよい」が竹書房の雑誌『まんがくらぶオリジナル』の「第1回新人バトル」にてデビュー。その後「たかまつ」が加わり再デビュー。
- かつて、ぶんか社では漢字表記「高松弥生」、それ以外では平仮名表記「たかまつやよい」で活動していたが、現在は平仮名表記に統一している。

## 連載中の作品リスト
種子島への避難により再起中のため連載は行っていない。

## 連載が終了した作品リスト
- Hiスクールゾーン（芳文社『まんがタイムジャンボ』）
- 大正まろん（竹書房『まんがライフ』）
- 奥様は女子大生（芳文社『まんがタイムラブリー』）
- だって女だもん!（ぶんか社『みこすり半劇場別館』）
- はるうらら（双葉社『まんがタウンオリジナル』→休刊のため月刊『まんがタウン』に移籍）
- ペットショップライム（芳文社『まんがタイムファミリー』）
- 龍天寺夫妻の生活（双葉社『まんがタウン』）
- おどりませんっ!（双葉社『まんがタウン』）
- 鉄拳OL!みさおちゃん（ぶんか社『主任がゆく!スペシャル』）
- みほカジ（ぶんか社『みこすり半劇場』）
- リカちゃんと私（パチンコ777（竹書房））
- 梅人〜うめんちゅ〜（辰巳出版『パチスロ必勝本』）
- ぽか♡べん（日本文芸社『週刊漫画ゴラク』）
- 『本当にあった笑える話Pinky』（ぶんか社）、『本当にあった(生)ここだけの話』（芳文社）で実話系4コマ作品を連載
- コーヒーレディ ユキのHotひと息（竹書房『パチンコランド』）
- 声優に憧れて（主婦の友社『声優グランプリ』）
  - → 声優にあこがれて セカンドシーズン
- 流されて八丈島（『別冊本当にあった笑える話』（ぶんか社）→『本当にあった笑える話』（同））
  - 2000年代後半以降、『流されて八丈島』が唯一の連載作品となっていた。月刊「本当にあった笑える話」で連載が続けられ、掲載された4コマ漫画を1冊にまとめた単行本も6巻まで発売された。
  - 2018年2月には『女ひとりで島に移住しました』というタイトルに変更され発売された。
  - その後、2020年7月30日にやよい本人が連載完結を宣言し[4]、2020年9月10日の『流されて八丈島 Final』とシリーズのコミック未収録作品を収録した『流されて八丈島＋α』の発売をもって単行本も完結した。話数が進むに連れて八丈島の観光・移住ガイドブックとしても読まれるようになり、「やよい」本人も作中やTwitterで驚きを見せていた。
- はちとジョー - 八丈島の島民向けに発行される広報「はちじょう」に織り込まれる「八丈保健所だより」掲載の4コマ漫画。毎月同紙のコンセプトに合わせている。2018年12月現在、52話を数える。「やよい」の種子島への移住により連載終了。

## イラスト・挿絵
- えっ? これっておかしいの!? マンガで気づく間違った日本語（主婦の友社、2014年3月）
- 八丈島「楽天Edy」の広告「宇喜多秀家」のキャラクター挿絵

## テレビ出演
- 所さん!大変ですよ「住宅街に!?謎の洞窟付き物件」（NHK総合、2021年4月8日）[2][5] - 八丈島の自宅拡張の為に中古の路線バスを使用した経緯が紹介された
- 見取り図の間取り図ミステリー（日本テレビ、2021年9月30日）[6] - クイズ問題の1つとして放送された